# 朱雀大路

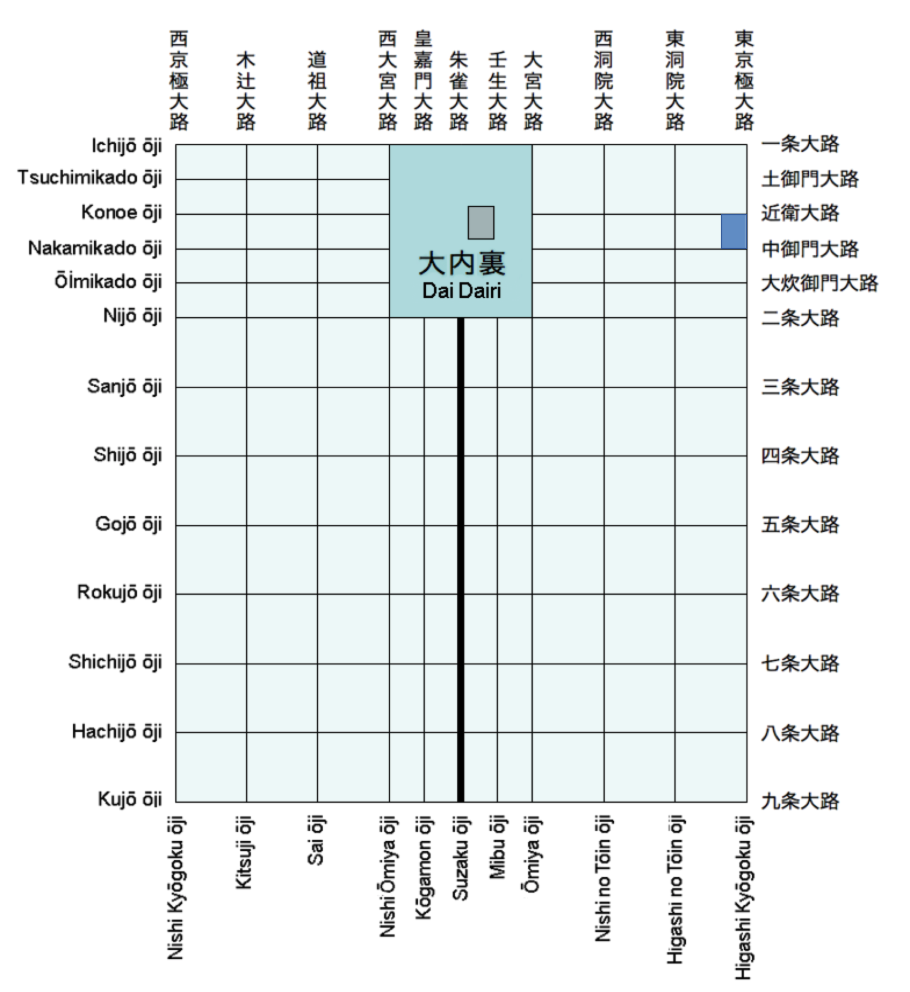
粗竖线就是平安京的朱雀大路

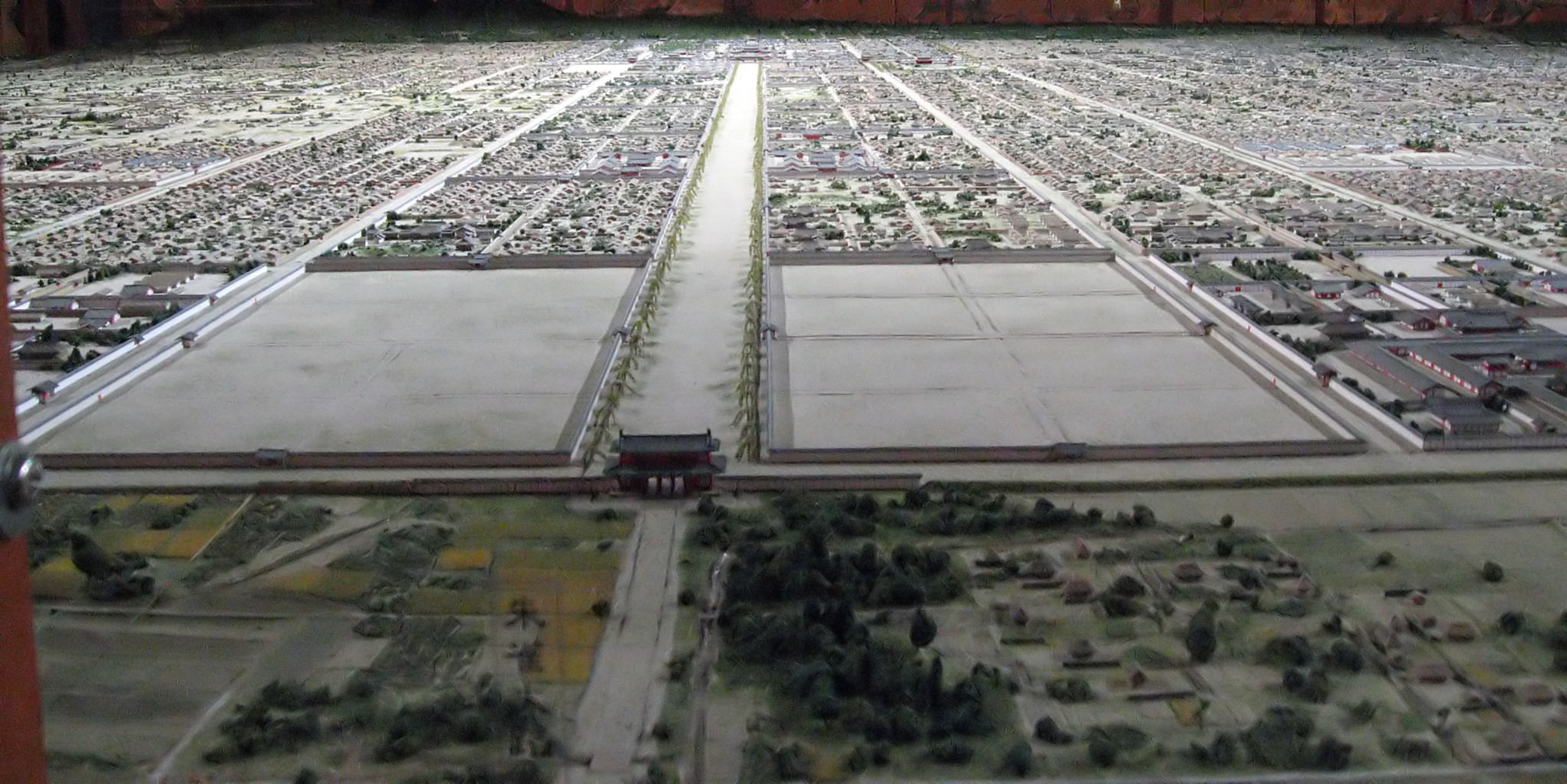
京都市平安京創生館展出的朱雀大路和羅城門的模型

朱雀大路是日本律令制時代的里坊制都城（藤原京、平城京、平安京）內的一條南北走向的道路，它的起點位於都城的南城門羅城門，終點位於平安宮前的朱雀門。朱雀大路通常位於皇城的正中間（中軸線），而且也是皇城中最宽的道路。朱雀大路這個稱呼來自朱雀。